# گلن د بوئک
گلن د بوئک (به انگلیسی: Glen De Boeck) بازیکن فوتبال اهل بلژیک و عضو تیم ملی فوتبال بلژیک است که در تاریخ ۶ اکتبر ۱۹۹۳ میلادی اولین بازی ملی‌اش را مقابل تیم ملی فوتبال گابن انجام داد. او در ۳۵ بازی ملی حضور داشت و جمعاً ۲۴۰۹ دقیقه برای تیم ملی فوتبال بلژیک به میدان رفت. گلن د بوئک آخرین بازی ملی خود را در تاریخ ۲۱ اوت ۲۰۰۲ میلادی در برابر تیم ملی فوتبال لهستان انجام داد. وی در بازی‌های ملی‌اش ۱ گل به ثمر رساند.